# Beziehungen zwischen dem Heiligen Stuhl und dem Iran
Die Beziehungen zwischen dem Heiligen Stuhl und dem Iran bezeichnen die diplomatischen Beziehungen zwischen dem Heiligen Stuhl und der Islamischen Republik Iran. Es handelt sich dabei um Staaten, in denen die römisch-katholische Kirche und der schiitische Islam Staatsreligion sind.

## Geschichte
Erste Beziehungen begannen während der Regierungszeit von Schah Abbas I., als der persische Botschafter den Papst besuchte. 1954, während des Pontifikats von Papst Pius XII., begannen die formalen Beziehungen, welche auch nach der Islamischen Revolution aufrechterhalten wurden. Der Iran hat das zweitgrößte diplomatische Corps nach der Dominikanischen Republik beim Heiligen Stuhl akkreditiert.
1979 sandte Papst Johannes Paul II. einen Gesandten, um eine Lösung bei der Geiselnahme von Teheran herbeizuführen. 2008 wurden die Beziehungen durch eine Bemerkung von Mahmud Ahmadineschad bei einem Treffen mit dem Apostolischen Nuntius des Iran, Erzbischof Jean-Paul Gobel, verbessert.
Am 7. Oktober 2010 sagte der damalige Präsident Ahmadineschad zu Papst Benedikt XVI., dass er gerne in Fragen der religiösen Toleranz und der Trennung von Familien enger mit dem Vatikan zusammenarbeiten würde. Am 3. November 2010 sandte der Papst dem iranischen Präsidenten einen Brief, in dem er erklärte, dass die Errichtung einer bilateralen Kommission zur Lösung der Probleme der römisch-katholischen Kirche im Iran wünschenswert wäre.
Botschafter der Islamischen Republik Iran beim Heiligen Stuhl ist seit dem 22. Dezember 2023 Mohammad Hossein Mokhtari.